# نواف العقيدي
نواف ضاحي فيصل العقيدي (مواليد 10 مايو 2000) هو لاعب كُرة قدم سعوديّ يلعب في نادي النصر.

## مسيرة اللاعب
- مثل نادي النصر في الفئات السنية ووقع أول عقد احترافي مع النصر في عام 2019.[2] وأُعيرَ إلى نادي الطائي مطلع عام 2022.
- اُختير ضمن تشكيلة الُمنتخب السعوديّ الأول في كأس العام 2022 في قطر.[3]

## وصلات خارجية
- نواف العقيدي على موقع قاعدة بيانات كرة القدم.إي يو (الإنجليزية)
- نواف العقيدي على موقع ناشيونال فوتبول تيمز (الإنجليزية)
- نواف العقيدي على موقع Soccerway.com (الإنجليزية)
- نواف العقيدي على موقع عالم كرة القدم.نت (الإنجليزية)
- نواف العقيدي على موقع كووورة